# Општина Хулубешти (Дамбовица)
Хулубешти (рум. Hulubeşti) општина је у Румунији у округу Дамбовица.
Oпштина се налази на надморској висини од 272 m.